# Catching Tales
Albums de Jamie Cullum
Twentysomething
(2003) Live at Ronnie Scott's
(2006)
Catching Tales  est le 4e album de l'Anglais Jamie Cullum paru en 2005. Sans laisser de côté le jazz, le style de cet album est plus pop que les précédents.

## Liste des morceaux
1. "Get Your Way"
2. "London Skies"
3. "Photograph"
4. "I Only Have Eyes for You"
5. "Nothing I Do"
6. "Mind Trick"
7. "21st Century Kid"
8. "I'm Glad There Is You"
9. "Oh God"
10. "Catch the Sun"
11. "7 Days to Change Your Life"
12. "Our Day Will Come"
13. "Back to the Ground"
14. "Fascinating Rhythm"
15. "My Yard"